# Kombo East
Kombo East är ett distrikt i Gambia. Det ligger i regionen West Coast, i den västra delen av landet, 27 km söder om huvudstaden Banjul. Antalet invånare var 42 330 vid folkräkningen 2013. De största orterna då var Kafuta, Berending, Kuloro, Basori, Faraba Banta, Pirang, Mandina Ba, Faraba Kairaba och Tuba Kuta.